# 地理哲学
地理哲学（ちりてつがく）とは、地理学に於ける認識論、形而上学、価値論を扱う哲学の一分野である。

## 概要
地理哲学は空間、場所、環境等の拡張についての疑問を探求する事を主眼としている。そして、環境倫理学や近郊地域の環境等についても扱い、環境保護と開発との対立を扱う事が重要視されている。環境哲学に近いが、開発の側面を取り入れるかどうかで両者は異なっている。

## 歴史
ジョージ・マーソン大学のアンドリュー・ライトとA&M大学のジョナサン・スミスが1997年に「哲学と地理学の為の社会」を出版し、三訂版や二版も発行された。そして、2009年には「倫理と場所と環境」と言う論文と纏められて、出版されたが、2011年1月には学問の発展に伴い元の独立した論文となった。